# Тукумс 2000
«Тукумс 2000» (латис. Futbola klubs Tukums 2000) — латвійський футбольний клуб з однойменного міста, заснований у 2000 році.

## Історія
«Тукумс 2000» до 2004 виступав серед аматорських команд, після чого дебютував у другій лізі, де посів четверте місце. 
У 2005 клуб дебютував у першій лізі та посів 13-е підсумкове місце. Наступні сезони клуб відіграв, як у другій так і у першій лізі.
У 2019 році «Тукумс 2000» здобув перемогу в першій лізі та наступного року дебютував у найвищому дивізіоні Латвії. За підсумками першості клуб посів останнє місце та вибув до першої ліги.
Через рік команда повернулась до вищого дивізіону, де наразі і виступає, посідаючи місця в нижній частині турнірної таблиці.

## Кольори клубу
| Зелено | Білі |

## Досягнення
- Переможець першої ліги — 2019.
- 1/4 фіналу Кубку Латвії — 2002, 2019